# Hinojares
Hinojares é um município da Espanha na província de Jaén, comunidade autónoma da Andaluzia, de área 40,6 km² com população de 501 habitantes (2005) e densidade populacional de 12,03 hab/km².

## Demografia
| Variação demográfica do município entre 1991 e 2004 | Variação demográfica do município entre 1991 e 2004 | Variação demográfica do município entre 1991 e 2004 | Variação demográfica do município entre 1991 e 2004 |
| --------------------------------------------------- | --------------------------------------------------- | --------------------------------------------------- | --------------------------------------------------- |
| 1991                                                | 1996                                                | 2001                                                | 2004                                                |
| 617                                                 | 524                                                 | 449                                                 | 478                                                 |